# Star Wars: Galactic Starcruiser
 (septembre 2021).
La mise en forme du texte ne suit pas les recommandations de Wikipédia : il faut le « wikifier ».
Les points d'amélioration suivants sont les cas les plus fréquents. Le détail des points à revoir est peut-être précisé sur la page de discussion.
- Les titres sont pré-formatés par le logiciel. Ils ne sont ni en capitales, ni en gras.
- Le texte ne doit pas être écrit en capitales (les noms de famille non plus), ni en gras, ni en italique, ni en « petit »…
- Le gras n'est utilisé que pour surligner le titre de l'article dans l'introduction, une seule fois.
- L'italique est rarement utilisé : mots en langue étrangère, titres d'œuvres, noms de bateaux, etc.
- Les citations ne sont pas en italique mais en corps de texte normal. Elles sont entourées par des guillemets français : « et ».
- Les listes à puces sont à éviter, des paragraphes rédigés étant largement préférés. Les tableaux sont à réserver à la présentation de données structurées (résultats, etc.).
- Les appels de note de bas de page (petits chiffres en exposant, introduits par l'outil «  Source ») sont à placer entre la fin de phrase et le point final[comme ça].
- Les liens internes (vers d'autres articles de Wikipédia) sont à choisir avec parcimonie. Créez des liens vers des articles approfondissant le sujet. Les termes génériques sans rapport avec le sujet sont à éviter, ainsi que les répétitions de liens vers un même terme.
- Les liens externes sont à placer uniquement dans une section « Liens externes », à la fin de l'article. Ces liens sont à choisir avec parcimonie suivant les règles définies. Si un lien sert de source à l'article, son insertion dans le texte est à faire par les notes de bas de page.
- La présentation des références doit suivre les conventions bibliographiques. Il est recommandé d'utiliser les modèles {{Ouvrage}}, {{Chapitre}}, {{Article}}, {{Lien web}} et/ou {{Bibliographie}}. Le mode d'édition visuel peut mettre en forme automatiquement les références.
- Insérer une infobox (cadre d'informations à droite) n'est pas obligatoire pour parachever la mise en page.

Pour une aide détaillée, merci de consulter Aide:Wikification.
Si vous pensez que ces points ont été résolus, vous pouvez retirer ce bandeau et améliorer la mise en forme d'un autre article.
Star Wars: Galactic Starcruiser (litt. « croiseur stellaire galactique ») est une ancienne expérience scénarisée et s'apparentant à un jeu de rôle grandeur nature sur trois jours et deux nuits sur le thème de Star Wars. Il s'agit d'une expérience tout compris comprenant hôtel, repas, accès à un bar/lounge, diverses activités sur le thème de Star Wars ainsi qu'un accès au Star Wars: Galaxy's Edge, le tout en plongeant le visiteur dans la peau d'un Visiteur en croisière dans un vaisseau spatial, le Halcyon. Le début de l'expérience est située près du parc Disney's Hollywood Studios, dans la zone de villégiature Epcot du Walt Disney World Resort, à Bay Lake, en Floride. L'hôtel accompagne le quartier Star Wars: Galaxy's Edge de Disney's Hollywood Studios. Il ouvre le 1er mars 2022 et a fermé ses portes le 30 septembre 2023.

## Historique
En avril 2017, Disney a demandé au site web swagbucks.com de mener une enquête auprès des visiteurs afin de déterminer son intérêt pour un éventuel hôtel sur le thème de Star Wars. À la suite de l'enquête, Disney a décidé d'approuver un tel hôtel, offrant une expérience de visiteur basée sur le scénario de Star Wars.
Des projets concrets pour l'hôtel Star Wars ont été annoncés pour la première fois à la D23 Expo 2017 à Anaheim, en Californie. La proposition a été annoncée dans le cadre du dévoilement de 23 améliorations et ajouts aux parcs Disney dans le monde.

## Description
L’hôtel est ouvert depuis le 1er mars 2022. Il s'agit d'un Deluxe Resort de 350 personnes qui n'est accessible que si l'on a réservé l'expérience. Les différents services du complexe ne sont donc accessible qu'aux personnes ayant réservé. Le prix de l'expérience varie de 5 000 à 6 000 USD, en fonction de la saison et du nombre de personnes.
Bob Chapek, président de la Walt Disney Parks and Resorts, a déclaré que l'hôtel Star Wars serait le « concept le plus expérimental de Disney » à son ouverture. Chapek a décrit l'hôtel comme une expérience « immersive à 100% » qui « aboutira à un voyage unique pour chaque visiteur ». Parmi les exemples disponibles, citons des créatures et des droïdes agissant en tant que membres du personnel de l'hôtel, tels que des majordomes, des invités portant des costumes de Star Wars et la possibilité d'interagir avec les caractéristiques de l'hôtel comme si les visiteurs appartenaient réellement à l'univers Star Wars.
Après être rentré dans le complexe, les visiteurs auront accès à un sas simulant une navette les transportant vers le vaisseau de croisière: le Halcyon. Le Lobby de l’hôtel, nommé l'Atrium, est thématisé pour ressembler à un intérieur de vaisseau spatial. À leur arrivée, les visiteurs pourront assister à une cérémonie de bienvenue par le commandant du vaisseau, avant d'être dirigés dans leurs chambres. Les chambres disposent de lits superposés pour enfants et de lits pour adultes, chaque chambre pouvant accueillir jusqu'à quatre personnes. Elles sont thématisées dans le style de cabines de croisière spatiales, et sont pourvues d'un droïde virtuel assistant. Pour plus d'immersion, depuis l'entrée dans le complexe à la fin du séjour (hors passage au Galaxy's Edge), les visiteurs sont complètement coupés de l'extérieur. Les fenêtres du lobby et des chambres sont remplacées par des fenêtres simulant une vue sur l'espace. Il y a également aucune zone extérieure, mis à part une petite zone, le simulateur de climat extérieur, contenant une zone de jardin intérieur avec vue sur le ciel. L'accès au Galaxy's Edge se fait via une navette qui emmène les visiteurs vers un accès privé thématisé en ruelles de Batuu qui débouche entre les attractions Millennium Falcon: Smugglers Run et Star Wars: Rise of the Resistance. Le système de navette faisant la navette entre l’hôtel et le land ressemble à un vaisseau spatial, permettant de maintenir l’illusion de voyager de l’espace à la surface de la planète.
Le complexe hôtelier contient, en plus des chambres et du lobby, le restaurant La Couronne de Corellia, proposant un diner spectacle, le bar/lounge Sublight, le Simulateur de Climat extérieur, contenant un jardin intérieur et une ouverture vers le ciel, ainsi qu'une boutique proposant des articles exclusifs. Il contient également des salles et des zones permettant d'augmenter l'immersion, avec entre autres une salle des machines et le pont du vaisseau. 
Parmi les activités disponibles, en plus des spectacles d'introduction et de fin de séjour, les visiteurs pourront également suivre une formation au sabre laser et se battre en duel (une extension de la Jedi Training Academy à Disney's Hollywood Studios), piloter et participer à une activité interactive sur le pont du vaisseau, apprendre à jouer au Sabacc et participer à plusieurs missions personnalisées en fonction de l'expérience des visiteurs, qui peuvent choisir entre suivre la voie de la Résistance et rejoindre le Premier Ordre. Ils pourront également passer une demi journée à Star Wars: Galaxy's Edge, avec un accès prioritaire aux deux attractions de la zone, ainsi qu'un repas inclus dans le restaurant Quick Service de la zone.
Le 30 mai 2018, il est annoncé que l'hôtel serait situé juste au sud du Disney's Hollywood Studios, à l'est de World Drive. Il y aurait un nombre limité de places de stationnement dans l'hôtel, bien qu'un service de voiturier serait disponible. Les personnes entrant dans le parc à pied devront traverser un fossé de drainage à la frontière sud du parc. Il y aurait également une allée reliant le parking du Disney's Hollywood Studios.

## Fermeture
L'hôtel ferme ses portes le 30 septembre 2023 à la suite d'une décision commerciale.